# Santalla del Bierzo

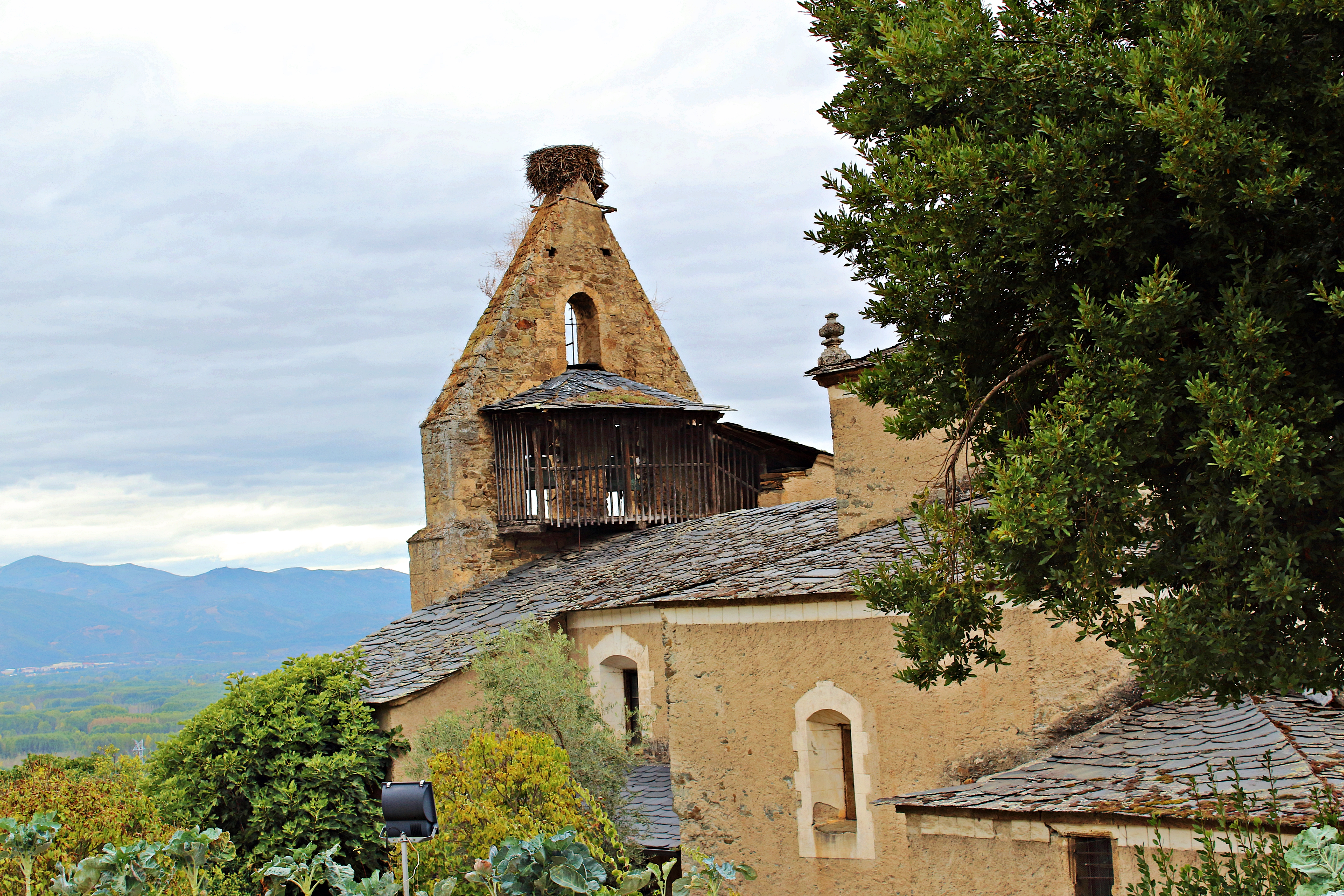
Iglesia de Santa María de Santalla del Bierzo Espadaña

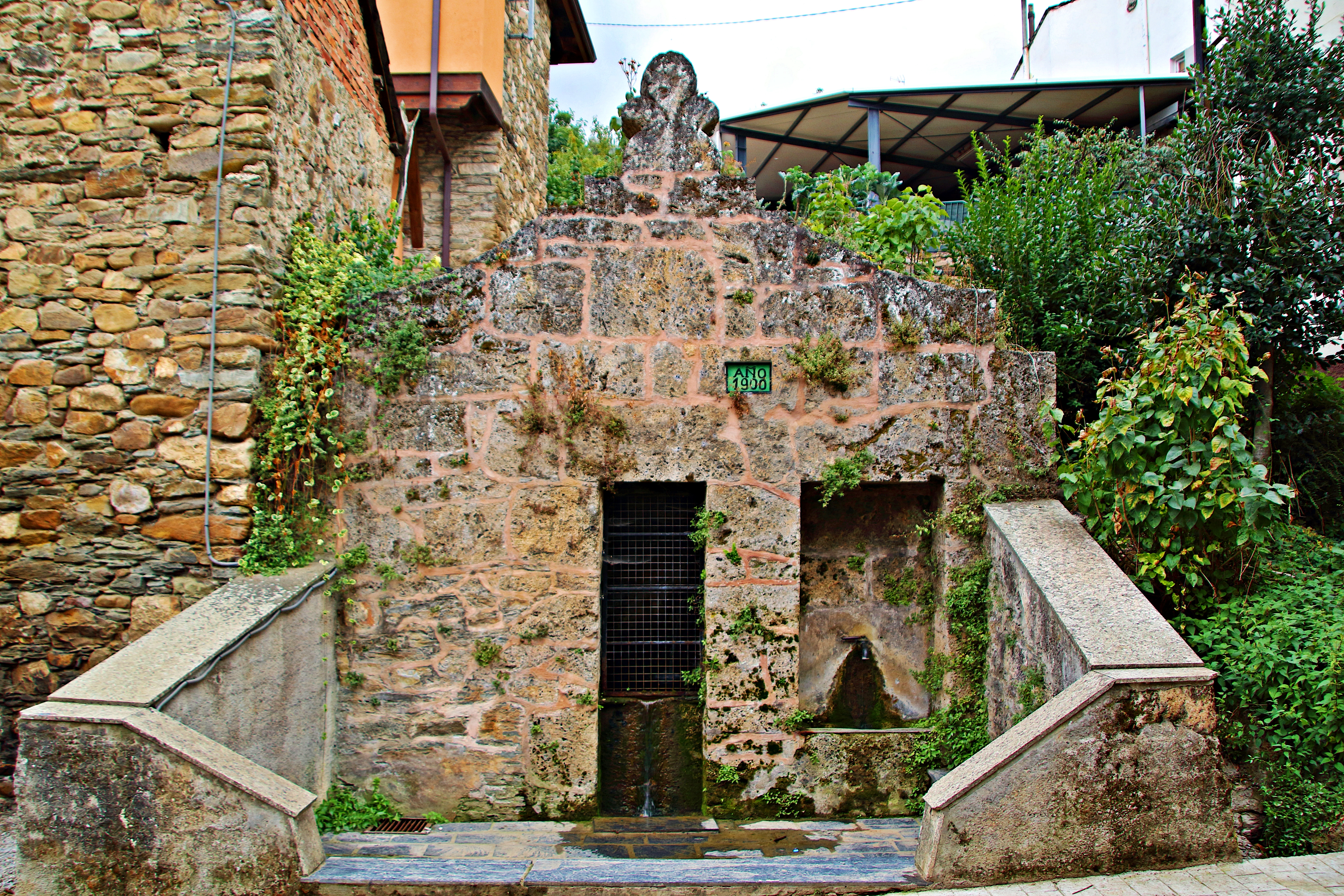
Fuente histórica del año 1900 en Santalla del Bierzo

Santalla del Bierzo es una localidad española perteneciente al municipio de Priaranza del Bierzo, al noroeste de la provincia de León, en la comunidad autónoma de Castilla y León. Se encuentra en la comarca de El Bierzo.

La localidad forma parte del Área metropolitana de Ponferrada, ciudad de la que dista 10 km y con la que conecta a través de la N-536. Esta carretera que une Ponferrada con la comarca orensana de Valdeorras, da acceso a  Las Médulas, que se encuentran a 5 km de esta localidad.

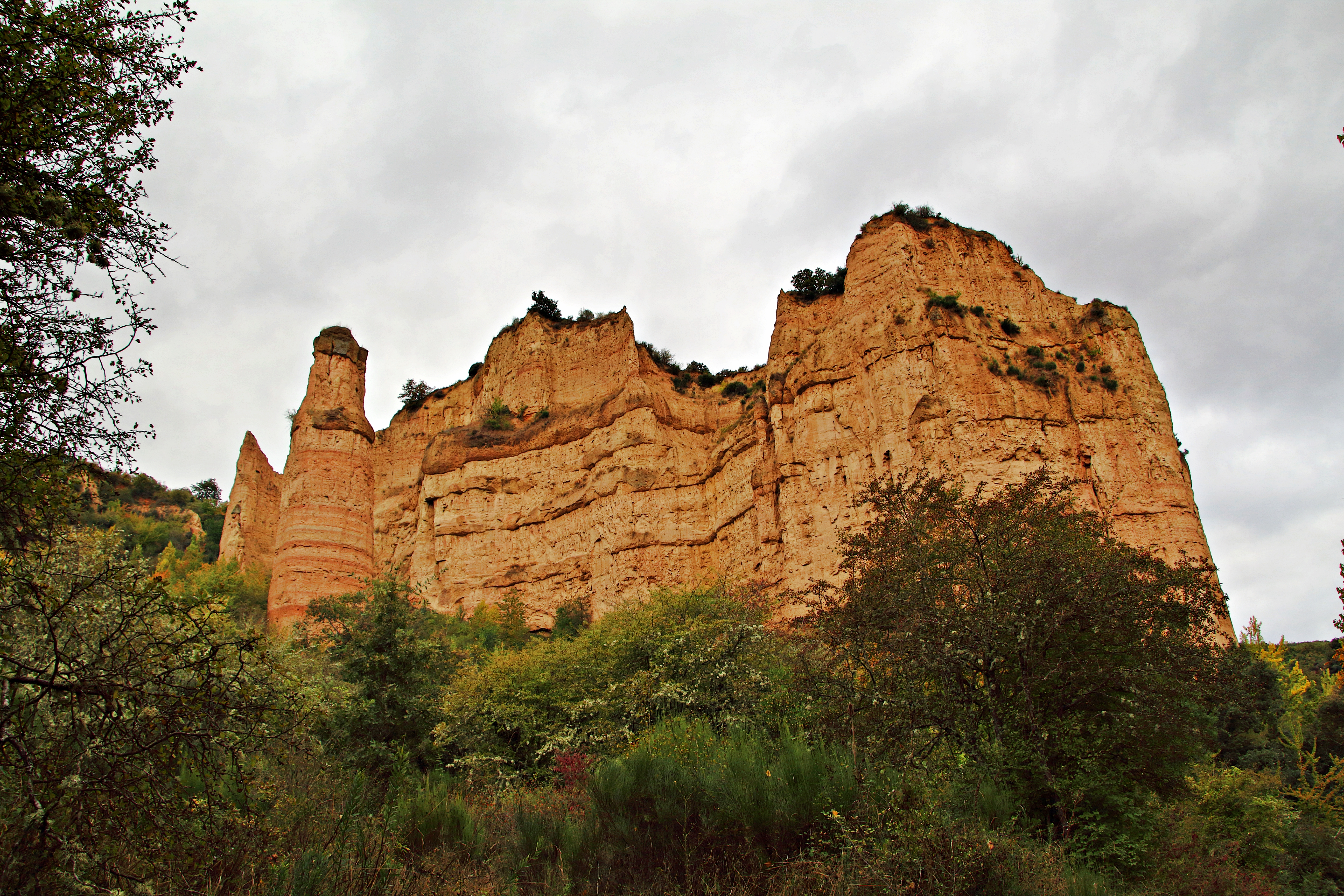
Las barrancas de Santalla en El Bierzo